# امستردام (اوهایو)
امستردام، اوهایو (به انگلیسی: Amsterdam, Ohio) یک منطقهٔ مسکونی در ایالات متحده آمریکا است که در اوهایو واقع شده‌است.

## خصوصیات
امستردام ۰٫۸۳ کیلومترمربع مساحت و ۵۱۱ نفر جمعیت دارد و ۲۸۵ متر بالاتر از سطح دریا واقع شده‌است.